# 哈赫嫩山
46°49′26″N 8°27′20″E / 46.82389°N 8.45556°E

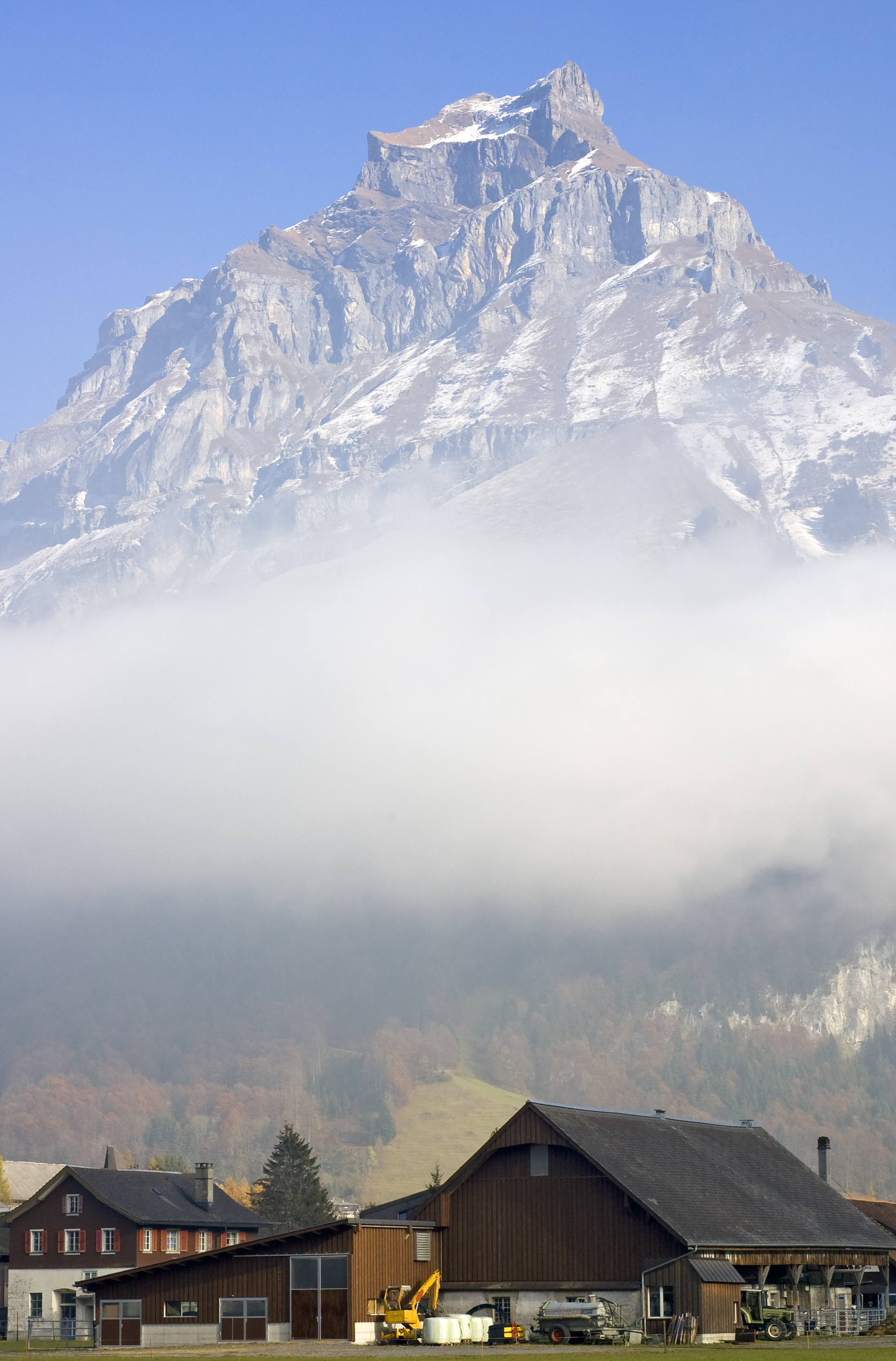

哈赫嫩山（德語：Hahnen），是瑞士的山峰，位於該國中部，由上瓦爾登州負責管轄，屬於烏里山的一部分，俯瞰恩格爾貝格，海拔高度2,606米，每年平均降雨量2,385毫米。